# Mariusz Kuras
Mariusz Czesław Kuras (ur. 21 sierpnia 1965 w Częstochowie) – polski piłkarz występujący na pozycji pomocnika, trener piłkarski.

## Kariera piłkarska
Wychowanek Rakowa Częstochowa; jeszcze jako junior, w styczniu 1983 roku, przeniósł się do Szczecina, by grać w tamtejszej Pogoni. W pierwszej drużynie zadebiutował 23 stycznia 1983 w towarzyskim meczu przeciwko FC Chemie Halle, natomiast debiut I ligowy zanotował w dniu swoich 18. urodzin – 21 sierpnia 1983 w meczu z ŁKS-em.
Niemal przez całą karierą piłkarską (z roczną przerwą na epizod w lidze izraelskiej w klubach Maccabi Jafa i Szimszon Tel-Awiw w sezonie 1995/1996) pozostał wierny szczecińskiemu klubowi, w barwach którego występował aż do zakończenia kariery w 1999 r. Popularny „Mario” w granatowo-bordowych barwach rozegrał rekordową w skali klubu liczbę 430 spotkań (300 w pierwszej i 130 w drugiej lidze) w ciągu 17 lat gry, stając się jednym z najbardziej lubianych w Szczecinie piłkarzy, szanowanym za serce do gry i wielką skromność. Żaden piłkarz klubu nie rozegrał więcej spotkań od Kurasa. Powoływany także do reprezentacji młodzieżowych, z drużyną narodową U-18 zajął III miejsce na Mistrzostwach Europy w 1984. Kuras na futbolowe boisko w roli zawodnika powrócił na jeden charytatywny występ w barwach Pogoni Szczecin Nowej – klubu założonego przez kibiców Pogoni. B-klasowe spotkanie rozegrane zostało w Szczecinie 6 maja 2007, a przeciwnikiem szczecińskiej drużyny była Zorza Tychowo.

## Kariera trenerska
Karierę szkoleniowca rozpoczął w Pogoni Szczecin w 1999 r., początkowo jako grający asystent trenerów Leszka Jezierskiego, Jana Juchy, Albina Mikulskiego i Edwarda Lorensa. W roli pierwszego szkoleniowca zadebiutował 29 kwietnia 2001 obejmując fotel trenerski za czasów Sabriego Bekdaşa. Z Pogonią zdobył wicemistrzostwo kraju (2001), w tym samym roku poległ w rundzie wstępnej Pucharu UEFA z amatorską drużyną Fylkira Reykjavík z Islandii. Trenował Pogoń do 14 czerwca 2002, kiedy to zastąpił go Albin Mikulski. Kuras przeniósł się do Bełchatowa, by od 11 września 2002 objąć tamtejszy GKS, z którym w 2005 roku awansował do ekstraklasy i który prowadził do dnia 10 października 2005. Następnym jego miejscem pracy był II-ligowy Radomiak Radom, który trenował od 10 grudnia 2005. 15 kwietnia 2006 po pięciu porażkach z rzędu Mariusz Kuras podał się do dymisji. W okresie od 18 kwietnia do 11 grudnia 2006 ponownie był zatrudniony w Szczecinie na stanowisku I trenera Pogoni, tym razem za rządów Antoniego Ptaka. 27 kwietnia 2007 objął stanowisko szkoleniowca Stilonu Gorzów.  Od czerwca do 1 października 2007 był trenerem I ligowej Odry Wodzisław. Od 30 listopada 2007 do 15 września 2008 po raz trzeci w karierze prowadził drużynę Pogoni Szczecin. Od 28 marca 2009 do 30 czerwca 2010 był trenerem II ligowego Zawiszy Bydgoszcz. 20 grudnia 2010 został wybranym nowym trenerem Sandecji Nowy Sącz zastępując Dariusza Wójtowicza. 15 listopada 2011 został zwolniony z Sandecji Nowy Sącz.

## Statystyki występów w Pogoni[1]
| Sezon              | Liga               | Liga  | Liga   | Puchar Polski | Puchar Polski | Puchar Intertoto | Puchar Intertoto | Puchar UEFA | Puchar UEFA | Suma  | Suma   |
| Sezon              | Liga               | Mecze | Bramki | Mecze         | Bramki        | Mecze            | Bramki           | Mecze       | Bramki      | Mecze | Bramki |
| ------------------ | ------------------ | ----- | ------ | ------------- | ------------- | ---------------- | ---------------- | ----------- | ----------- | ----- | ------ |
| 1983/84            | I liga             | 10    | 0      | 2             | 0             | 4                | 0                | 0           | 0           | 16    | 0      |
| 1984/85            | I liga             | 27    | 0      | 0             | 0             | 0                | 0                | 2           | 0           | 29    | 0      |
| 1985/86            | I liga             | 29    | 1      | 5             | 0             | 0                | 0                | 0           | 0           | 34    | 1      |
| 1986/87            | I liga             | 27    | 1      | 4             | 0             | 0                | 0                | 0           | 0           | 31    | 1      |
| 1987/88            | I liga             | 29    | 0      | 3             | 0             | 6                | 1                | 2           | 0           | 40    | 1      |
| 1988/89            | I liga             | 32    | 0      | 2             | 0             | 5                | 0                | 0           | 0           | 39    | 0      |
| 1989/90            | II liga            | 34    | 1      | 4             | 0             | 0                | 0                | 0           | 0           | 38    | 1      |
| 1990/91            | II liga            | 38    | 4      | 1             | 0             | 0                | 0                | 0           | 0           | 39    | 4      |
| 1991/92            | II liga            | 33    | 1      | 2             | 0             | 0                | 0                | 0           | 0           | 35    | 1      |
| 1992/93            | I liga             | 33    | 2      | 1             | 0             | 0                | 0                | 0           | 0           | 34    | 2      |
| 1993/94            | I liga             | 33    | 0      | 1             | 0             | 4                | 0                | 0           | 0           | 38    | 0      |
| 1994/95            | I liga             | 32    | 1      | 1             | 0             | 3                | 1                | 0           | 0           | 36    | 2      |
| 1995/96            | I liga             | 3     | 1      | 2             | 0             | 0                | 0                | 0           | 0           | 5     | 1      |
| 1996/97            | II liga            | 25    | 1      | 2             | 1             | 0                | 0                | 0           | 0           | 27    | 2      |
| 1997/98            | I liga             | 29    | 0      | 0             | 0             | 0                | 0                | 0           | 0           | 29    | 0      |
| 1998/99            | I liga             | 16    | 0      | 0             | 0             | 0                | 0                | 0           | 0           | 16    | 0      |
| Ogólnie w karierze | Ogólnie w karierze | 430   | 13     | 30            | 1             | 22               | 2                | 4           | 0           | 486   | 16     |